# Claro Recto

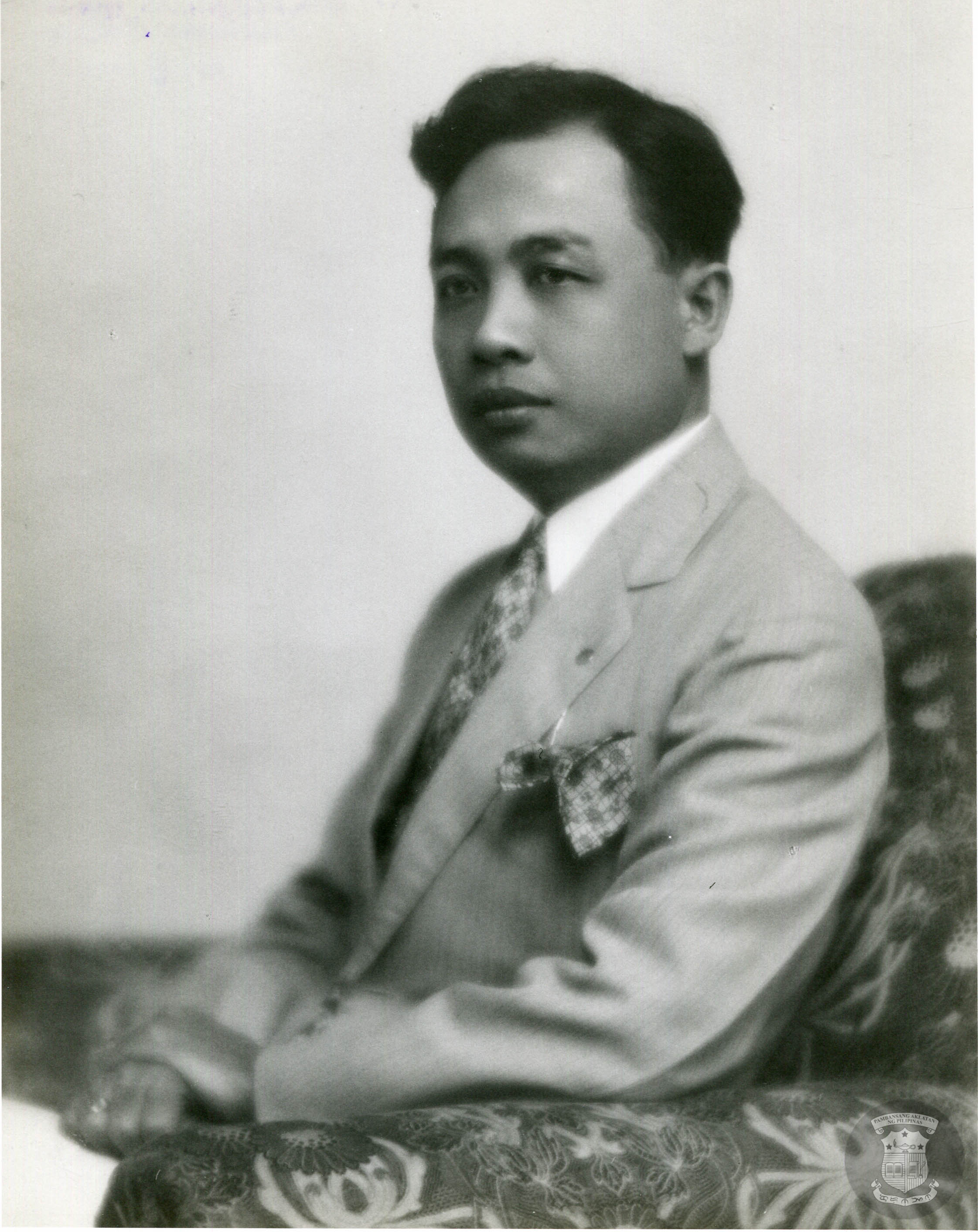
Claro Recto

Claro Mayo Recto (Tiaong, 8 februari 1890 - Rome, 2 oktober 1960) was een Filipijns politicus, jurist en staatsman.
Claro Recto begon zijn politieke loopbaan in 1916 als juridisch adviseur van het eerste Filipijnse Senaat. In 1919 werd hij namens de Democrata Party gekozen als afgevaardigde van het 2e kiesdistrict van Batangas. In 1928 stopte hij als afgevaardigde en ging werken als jurist en docent recht. In de verkiezingen van 1931 werd Recto tot senator gekozen. In 1934 wordt Claro Recto gekozen tot voorzitter van de Grondwettelijke Conventie, waar de basis voor de eerste Filipijnse Grondwet werd ontworpen. Het jaar erop in 1935 werd hij door de Amerikaanse president Franklin D. Roosevelt benoemd tot rechter van het Filipijnse hooggerechtshof. In 1941 werd hij met de meeste stemmen van alle kandidaten voor een tweede termijn als senator gekozen. In 1953 werd Recto nog voor een derde termijn in het Senaat gekozen.
In 1957 deed Recto mee aan de verkiezingen voor president van de Filipijnen. Hij verloor de verkiezingen echter van de zittende vicepresident Carlos Garcia.
Claro Recto overleed op 2 oktober 1960 in Rome aan de gevolgen van een hartaanval. Hij was getrouwd met Doña Aurora Reyes, met wie hij twee zonen had. Uit zijn eerste huwelijk Doña Angeles Silos had hij al 4 kinderen.
- Bibliothèque nationale de France: cb16723024b (data)
- Gemeinsame Normdatei: 11900819X
- International Standard Name Identifier: 0000 0000 8144 9344
- Library of Congress Control Number: n82023947
- Nationale Bibliotheek van Israël: 987007275062305171
- SNAC: w6tt61f2
- Trove: 955161
- Virtual International Authority File: 64808242
- WorldCat: E39PBJccdYmdQX97ttq7BrX68C